# Grand Prix Španělska 2005
Velká cena Španělska (XLVII Gran Premio de España) Formule 1 se v roce 2005 jela 8. května na okruhu v Barceloně. Jelo se 66 kol, jedno kolo měřilo 4,627 km, celkem tedy závodníci ujeli 305,256 kilometrů. Tato velká cena byla v celkovém pořadí 736. Grand Prix. Potřetí v kariéře zvítězil Kimi Räikkönen, 139. vítězství získal tým McLaren

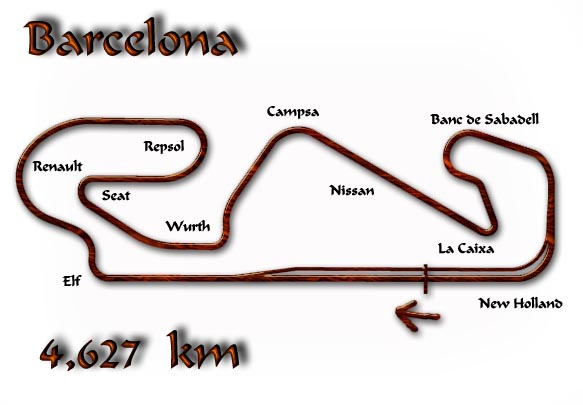

## Výsledky

### Pořadí v cíli
| Pozice | Jezdec               | Vůz             | Čas         |
| ------ | -------------------- | --------------- | ----------- |
| 1      | Kimi Räikkönen       | McLaren MP 4/20 | 1h27:16"830 |
| 2      | Fernando Alonso      | Renault R 25    | á 0:27"652  |
| 3      | Jarno Trulli         | Toyota TF 105   | á 0:45"947  |
| 4      | Ralf Schumacher      | Toyota TF 105   | á 0:46"719  |
| 5      | Giancarlo Fisichella | Renault R 25    | á 0:57"936  |
| 6      | Mark Webber          | Williams FW 27  | á 1:08"542  |
| 7      | Juan Pablo Montoya   | McLaren MP 4/20 | á 1 kolo    |
| 8      | David Coulthard      | Red Bull RB 1   | á 1 kolo    |
| 9      | Rubens Barrichello   | Ferrari F 2005  | á 1 kolo    |
| 10     | Nick Heidfeld        | Williams FW 27  | á 1 kolo    |
| 11     | Felipe Massa         | Sauber C 24     | á 3 kola    |
| 12     | Tiago Monteiro       | Jordan EJ 15    | á 3 kola    |
| 13     | Narain Karthikeyan   | Jordan EJ 15    | á 3 kola    |
| Kolo   | Odstoupili           | -               | -           |
| 51     | Jacques Villeneuve   | Sauber C 24     | ?           |
| 46     | Michael Schumacher   | Ferrari F 2005  | Pneumatiky  |
| 19     | Christijan Albers    | Minardi PS 05   | Převodovka  |
| 11     | Patrick Friesacher   | Minardi PS 05   | ?           |
| 5      | Vitantonio Liuzzi    | Red Bull RB 1   | Nehoda      |

### Nejrychlejší kolo
- Giancarlo Fisichella Renault 	1'15641

### Vedení v závodě
- 1-66 kolo Kimi Raikkonen

### Postavení na startu
- Červeně – výměna motoru / posunutí o 10 příček na startu

| 1. řada | 1                  | 2                    |
|         | Kimi Raikkonen     | Mark Webber          |
|         | McLaren            | Williams             |
|         | 2'31"421           | 2'31"668             |
| 2. řada | 3                  | 4                    |
|         | Fernando Alonso    | Ralf Schumacher      |
|         | Renault            | Toyota               |
|         | 2'31"691           | 2'31"917             |
| 3. řada | 5                  | 6                    |
|         | Jarno Trulli       | Giancarlo Fisichella |
|         | Toyota             | Renault              |
|         | 2'31"995           | 2'32"830             |
| 4. řada | 7                  | 8                    |
|         | Juan Pablo Montoya | Michael Schumacher   |
|         | McLaren            | Ferrari              |
|         | 2'33"472           | 2'33"551             |
| 5. řada | 9                  | 10                   |
|         | David Coulthard    | Felipe Massa         |
|         | Red Bull           | Sauber               |
|         | 2'34"168           | 2'34"224             |
| 6. řada | 11                 | 12                   |
|         | Vitantonio Liuzzi  | Jacques Villeneuve   |
|         | Red Bull           | Sauber               |
|         | 2'35"302           | 2'36"480             |
| 7. řada | 13                 | 14                   |
|         | Narain Karthikeyan | Christijan Albers    |
|         | Jordan             | Minardi              |
|         | 2'39"268           | 2'41"141             |
| 8. řada | 15                 | 16                   |
|         | Patrick Friesacher | Tiago Monteiro       |
|         | Minardi            | Jordan               |
|         | 2'42"759           | 2'39"943             |
| 9. řada | 17                 | 18                   |
|         | Rubens Barrichello | Nick Heidfeld        |
|         | Ferrari            | Williams             |
| ------- | ------------------ | -------------------- |

### Zajímavosti
- Páté podium v řadě pro Fernanda Alonsa
- První vítězství „start–cíl“ pro Kimi Raikkonena
- 20 podium pro Kimi Raikkonena